# 1017 Jacqueline
1017 Jacqueline là một tiểu hành tinh vành đai chính. Nó được phát hiện bởi Benjamin Jekhowsky ngày 4 tháng 2 năm 1924. Tên ban đầu của nó là 1924 QL. Nó được đặt theo tên a Jacqueline Zadoc-Kahn, học trò của Benjamin Jekhowsky.